# PHP
PHP (acronimo ricorsivo di "PHP: Hypertext Preprocessor", preprocessore di ipertesti; originariamente acronimo di "Personal Home Page") è un linguaggio di scripting interpretato, originariamente concepito per la programmazione di pagine web dinamiche. L'interprete PHP è un software libero distribuito sotto la licenza PHP.
Attualmente è principalmente utilizzato per sviluppare applicazioni web lato server, ma può essere usato anche per scrivere script a riga di comando o applicazioni stand-alone con interfaccia grafica. Un esempio di software scritto in PHP è MediaWiki, su cui si basano i progetti wiki della Wikimedia Foundation come Wikipedia.
Grazie soprattutto alla diffusione di WordPress (CMS scritto in PHP), secondo le statistiche, è il linguaggio lato server più usato al mondo.

## Storia

### Origini
Nato nel 1994 a opera del danese Rasmus Lerdorf, PHP era in origine una raccolta di script Common Gateway Interface (CGI) che permettevano una facile gestione delle pagine personali. Secondo l'annuncio originale di PHP 1.0 da parte dell'autore sul newsgroup comp.infosystems.www.authoring.cgi, il significato originario dell'acronimo era Personal Home Page.
Il pacchetto originario venne in seguito esteso e riscritto dallo stesso Lerdorf in C, aggiungendo funzionalità quali il supporto alla base di dati mSQL, e iniziò a chiamarsi PHP/FI, dove FI sta per Form Interpreter (interprete di form), prevedendo la possibilità di integrare il codice PHP nel codice HTML in modo da semplificare la realizzazione di pagine dinamiche. Nel 1997 si stimava che circa 50 000 siti web erano basati su PHP.

### PHP 3
Il linguaggio cominciò a godere di una certa popolarità tra i progetti open source del web e venne così notato da Zeev Suraski e Andi Gutmans, due giovani programmatori. I due collaborarono nel 1998 con Lerdorf allo sviluppo della terza versione di PHP, il cui acronimo assunse il significato attuale, riscrivendone il motore, che fu battezzato Zend da una contrazione dei loro nomi. Le caratteristiche chiave della versione PHP 3.0, frutto del loro lavoro, erano la straordinaria estensibilità, la connettività alla base di dati e il supporto iniziale per il paradigma a oggetti. Verso la fine del 1998 PHP 3.0 era installato su circa il 10% dei server web in Internet.

### PHP 4
PHP diventò a questo punto sufficientemente maturo da competere con i linguaggi lato server come Active Server Pages (ASP), sviluppato da Microsoft, e cominciò a essere usato su larga scala. La versione 4 di PHP venne lanciata nel 2000 e prevedeva notevoli migliorie.
La popolarità del linguaggio PHP ha avuto una crescita costante grazie alla sua flessibilità: nel giugno 2001 ha superato il milione di siti che lo utilizzano, nell'ottobre 2002 più del 45% dei server Apache usava PHP, nel 2004 è stato uno dei linguaggi principali con cui è stato creato Facebook e nel gennaio 2005 è stato insignito del titolo di "Programming Language of 2004" dal TIOBE Programming Community Index, classifica che valuta la popolarità dei linguaggi di programmazione sulla base di informazioni raccolte dai motori di ricerca.
Nel 2005 la configurazione LAMP (Linux, Apache, MySQL, PHP) ha superato il 50% del totale dei server sulla rete mondiale.

### PHP 5
Nel 2008 PHP 5 è diventata l'unica versione stabile in fase di sviluppo. A partire da PHP 5.3.0 il linguaggio implementa una funzione chiamata late static binding che può essere utilizzata per fare riferimento alla classe chiamata in un contesto di eredità statica.
A partire dal 5 febbraio 2008, a causa dell'iniziativa GoPHP5 sostenuta da una serie di sviluppatori PHP, molti dei progetti open source di alto profilo hanno cessato di supportare PHP 4 nel nuovo codice e hanno promosso il passaggio da PHP 4 a PHP 5. La versione 5 di PHP ha raggiunto la release 5.6 prima di essere abbandonata dal punto di vista dello sviluppo e del supporto nel gennaio 2019.

### PHP 7
Il 3 dicembre 2015 è stata pubblicata la versione 7, arrivata fino alla versione 7.4.33. Il supporto della versione 7.4 è terminato nel novembre 2022.

### PHP 8
Il 27 novembre 2020 è stata pubblicata la versione 8. È la prima versione di PHP a supportare la compilazione just-in-time, aumentando di gran lunga le prestazioni.

## Caratteristiche
PHP riprende per molti versi la sintassi del C, come peraltro fanno molti linguaggi moderni, e del Perl. È un linguaggio a tipizzazione debole e dalla versione 5 migliora il supporto al paradigma di programmazione orientata agli oggetti. Certi costrutti derivati dal C, come gli operatori fra bit e la gestione di stringhe come array, permettono in alcuni casi di agire a basso livello; tuttavia è fondamentalmente un linguaggio di alto livello, caratteristica questa rafforzata dall'esistenza delle sue oltre 3 000 funzioni API del nucleo base.
PHP è in grado di interfacciarsi a innumerevoli DBMS tra cui MySQL, PostgreSQL, MariaDB, Oracle, Firebird, IBM DB2, Microsoft SQL Server e anche basi di dati NoSQL come MongoDB. Supporta numerose tecnologie come XML, SOAP, IMAP, FTP, CORBA. Si integra anche con altri linguaggi/piattaforme quali Java e .NET ed esiste un wrapper per tutte le librerie più diffuse come CURL, GD, Gettext, GMP, Ming, OpenSSL e altro.
Fornisce un'API specifica per interagire con Apache, sebbene funzioni naturalmente con numerosi altri server web. È ben integrato senza l'uso di componenti esterni con il DBMS MySQL/MariaDB per il quale possiede più di una API (mysql, mysqli, PDO). A partire dalla versione 5, PHP integra al suo interno una piccola base di dati embedded, SQLite. Per questi motivi esiste un'enorme quantità di script e librerie in PHP disponibili liberamente su Internet.
Dispone di un archivio chiamato PHP Extension and Application Repository (PEAR) che mette a disposizione un framework di librerie riusabili per lo sviluppo di applicazioni PHP e di PECL che raccoglie tutte le estensioni conosciute scritte in C.
PHP non ha ancora un supporto nativo per le stringhe Unicode o multibyte; il supporto Unicode è in fase di sviluppo per una futura versione di PHP e consentirà di usare caratteri non ASCII in stringhe e nomi di funzioni, classi e metodi.

### Sicurezza
La percentuale di software non sicuro scritto in PHP, sul totale di tutte le falle di sicurezza nei software elencate dal Common Vulnerabilities and Exposures, ammontava al: 12% nel 2003, 20% nel 2004, 28% nel 2005, 43% nel 2006, 36% nel 2007, 34,8% nel 2008, 29,9% nel 2009 e 27,2% nel 2010. La quasi totalità di queste vulnerabilità note ha origine da mancati adempimenti delle best practice da parte dei programmatori e dai relativi abusi di particolari funzionalità offerte dal PHP che in determinati utilizzi danno origine a gravi vulnerabilità. Un esempio noto sono i problemi legati agli abusi di Register globals e Magic quotes, funzionalità che se usate in modo errato potevano degenerare in vere e proprie backdoor all'interno del proprio programma PHP. Per evitare problemi di questo tipo molte di queste funzionalità sono state via via deprecate se non addirittura rimosse, come le due citate, nel susseguirsi delle versioni di PHP.
La maggior parte del software con problemi di sicurezza (2006) è associabile temporalmente con vecchie versioni di PHP in cui le configurazioni di default lasciavano spazio a una relativa semplicità nello scrivere software con potenziali problemi di sicurezza anche gravi.
È sempre buona norma rivedere la propria configurazione di PHP, contenuta generalmente nel file php.ini, per controllare le funzionalità attivate. Di solito nel file stesso si documentano 3 tipi di configurazioni: Configurazione di PHP di default, configurazione in un ambiente di sviluppo che consente per esempio di vedere a video gli errori e configurazione in un ambiente di produzione in cui tipicamente gli errori vengono scritti in un file di log.
Nel sito ufficiale è presente l'archivio storico delle versioni dismesse, aggiornato a novembre 2022.

#### Attacchi hacker
PHP può essere soggetto a diversi attacchi hacker:
- Remote Code Execution (RCE) si verifica quando un utente malintenzionato è in grado di caricare codice sul sito web ed eseguirlo.
- SQL Injection o SQLi: permette agli attaccanti di effettuare attività di spoof identify, modificare dati esistenti, causare repudiation issue come l'annullamento di transazioni o la modifica dei bilanci, permette di ottenere tutti i dati sul sistema, eliminare o rendere inaccessibile dei dati, e creare o compromettere gli utenti del database server.
- Cross-site scripting (XSS) si verifica quando un utente malintenzionato causa il caricamento di codice dannoso nel browser del visitatore del sito web e la sua esecuzione. Questo codice può quindi eseguire azioni dannose come il furto di cookie utente.
- Cross-site request forgery (CSRF): si verifica quando un utente malintenzionato può creare un collegamento e ottenere che un utente con accesso privilegiato lo clicchi per creare (per esempio) un nuovo utente "amministratore" con una password che conosce.
- Iniezione di oggetti PHP. Si verifica quando un'applicazione PHP prende l'input dell'utente e lo passa a una funzione chiamata unserialize() che prende un oggetto immagazzinato e lo trasforma in un oggetto in memoria.
- Remote e Local File Inclusion (RFI e LFI). Quando un'applicazione PHP accetta l'input dell'utente e lo passa a una funzione progettata per caricare un file. Se questo file è un URL, la funzione può caricare codice PHP da un altro sito Web specificato da un utente malintenzionato che verrà quindi eseguito sul sito Web attaccato. Le funzioni che possono essere suscettibili a RFI e LFI in PHP sono: include, include_once, fopen, file_get_contents, require, require_once.

## Esempi di codice
Il seguente programma "Hello, World!" è scritto in codice PHP incorporato in un documento HTML:
```
<!DOCTYPE html>

<
html
>

    
<
head
>

        
<
title
>
PHP "Hello, World!" program
</
title
>

    
</
head
>

    
<
body
>

        
<?php

            
echo
 
'<p>Hello, World!</p>'
;

        
?>

    
</
body
>

</
html
>

```

### Variabili
I nomi di variabili in PHP iniziano sempre con il simbolo del dollaro ($) e il carattere successivo non deve essere un numero, per esempio $1 o $2 non sono nomi di variabili valide.
I nomi delle variabili sono case-sensitive, ovvero $ancora e $ANCORA sono due variabili distinte.
Una variabile può contenere tutti i caratteri A-Z , a-z , 0-9 e _. Una volta definite esse vengono istanziate senza definirne esplicitamente il "tipo":
```
$ciao
 
=
 
"Ciao mondo!"
;

```

Per mostrare il contenuto di $ciao, è possibile usare l'istruzione echo:
```
echo
 
$ciao
;

```

che visualizza Ciao mondo!. Se invece la variabile $ciao non esistesse generalmente echo genererebbe un errore non fatale (Notice).

#### Stringhe
In PHP una stringa di caratteri alfanumerici si rappresenta in due modi: racchiudendola tra apici doppi (") o singoli ('). Quando si usano gli apici doppi vengono interpretati eventuali caratteri speciali (per esempio la tabulazione, "col1\tcol2" o il carattere di fine riga, "riga1\nriga2") e viene restituito il contenuto delle variabili, ovvero:
```
echo
 
"Ciao vale: 
$ciao
"
;

```

Stampa: Ciao vale: Ciao mondo!. Con gli apici singoli la stringa è salvata e utilizzata così com'è.
Esempio di composizione della frase "Wikipedia è meravigliosa" in due modi: usando gli apici singoli e doppi:
```
<?php

$uno
 
=
 
'Wikipedia'
;

$due
 
=
 
'è'
;

$tre
 
=
 
'meravigliosa'
;

echo
 
$uno
 
.
 
' '
 
.
 
$due
 
.
 
' '
 
.
 
$tre
;

echo
 
"
$uno
 
$due
 
$tre
"
;

```

#### Array (e foreach)
PHP gestisce gli array come delle mappe associative, ossia come un elenco di chiavi associate univocamente a un certo valore. Gli array in PHP possono perciò essere usati come una comune matrice, come una lista (vettore), uno stack, una coda o altro. Inoltre un qualsiasi elemento dell'array può a sua volta contenere altri array, anche multidimensionali e tutti gli elementi dell'array o dei sotto-array possono essere fra loro di tipi di variabile diversi, dando così la possibilità di creare strutture dati complesse.
Gli array sono dinamici, infatti possono essere rimossi tramite unset();.
Dato che gli array in PHP sono associativi, possono essere usati tramite un costrutto chiamato foreach che rende praticabile l'accesso ai contenuti ricavando tutte le singole associazioni di chiave-valore dell'array.
Codice d'esempio di un array associativo in cui a ogni nome di città corrisponde il numero di abitanti. L'esempio visualizza a video ogni città con il suo numero di abitanti e poi la somma di tutti gli abitanti.
```
<?php

$residenti
 
=
 
[

    
'Torino'
 
=>
 
908551
,

    
'Milano'
 
=>
 
1315791
,

    
'Roma'
 
=>
 
2753000

];

$somma
 
=
 
0
;

foreach
 
(
$residenti
 
as
 
$città
 
=>
 
$nResidenti
)
 
{

	
echo
 
"La città 
$città
 ha 
$nResidenti
 abitanti"
;

	
$somma
 
+=
 
$nResidenti
;

}

echo
 
"In tutto ci sono 
$somma
 abitanti!"
;

```

L'output del codice è: La città Torino ha 908 551 abitanti. La città Milano ha 1 315 791 abitanti. La città Roma ha 2 753 000 abitanti. In tutto ci sono 4 977 342 abitanti
Per approfondimenti vedere la documentazione ufficiale online.

### Funzioni
Le funzioni in PHP possono avere un insieme misto di parametri opzionali con valori predefiniti e parametri obbligatori.
Esempio di funzione con un parametro obbligatorio e uno opzionale con valore predefinito.
```
<?php
 

/**

* Programma che effettui

* la somma di minimo 2 numeri

* e massimo 3

*/

function
 
somma
(
int
 
$n1
 
=
 
0
,
 
int
 
$n2
 
=
 
0
,
 
int
 
$n3
 
=
 
0
)
:
 
int
 
{

	
return
 
$n1
 
+
 
$n2
 
+
 
$n3
;

}

echo
 
somma
(
1
,
 
5
);
 
//OUTPUT: 6

echo
 
somma
(
1
,
 
24
);
 
//OUTPUT: 25

echo
 
somma
(
3
,
 
4
,
 
2
);
 
//OUTPUT: 9

echo
 
somma
(
n1
:
 
5
,
 
n3
:
 
5
);
 
//OUTPUT: 10

```

Qualunque variabile di qualunque tipo creata dentro alla funzione è locale. Per specificare variabili globali dentro alla funzione si può usare global $variabile
Esempio:
```
<?php

function
 
esperimento
()
:
 
void
 
{

	
global
 
$a
;

	
$a
 
=
 
"tre"
;

	
$b
 
=
 
"quattro"
;

	
echo
 
"Durante: 
$a
 
$b
"
;

}

$a
 
=
 
"uno"
;

$b
 
=
 
"due"
;

echo
 
"Prima: 
$a
 
$b
"
;

esperimento
();

echo
 
"Dopo: 
$a
 
$b
"
;

```

Il risultato sarà: Prima uno due Durante tre quattro Dopo tre due.

### Inclusioni
È possibile includere uno script PHP all'interno di un altro per eseguirne il codice, per evitare codice ridondante e per accedere a variabili, funzioni e classi definite nello script incluso.
Per farlo si utilizza una delle seguenti istruzioni: include, include_once, require e require_once. Esempio:
```
<?php

include
 
'header.php'
;

echo
 
"Ciao mondo!"
;

include
 
'footer.php'
;

```

Tipi di inclusione:
- Si usa include quando si vuole che venga inviato soltanto un segnale di avviso senza interrompere l'esecuzione del programma qualora la pagina da includere non esista.
- Si usa require quando si vuole che venga inviato un segnale di errore fatale e il programma venga interrotto se la pagina da includere non esiste.
- Si usa include_once, require_once quando il comando potrebbe essere ripetuto più volte anche in file diversi, creando così (potenzialmente) una inclusione ricorsiva, ma si vuole che la pagina non venga inclusa più di una volta. Se la pagina da includere non esiste si comportano analogamente ai rispettivi sopra citati.

### Gestione dei parametri
PHP permette il passaggio di informazioni da una pagina all'altra attraverso le diverse funzionalità supportate dall'HTTP. Nello specifico, richieste di tipo GET (informazioni parametrizzate nella query string dell'URL), POST (informazioni generalmente con origine da un precedente invio di un form) e dei cookie (informazioni contenute in piccole stringhe di testo salvate fisicamente nella memoria locale di un browser), insieme al supporto alle sessioni (funzionalità basata sull'utilizzo dei cookie). Queste informazioni sono utilizzabili in PHP tramite quattro array di tipo associativo chiamati internamente: $_GET, $_POST, $_COOKIE, $_SESSION. Questi tipi di array vengono chiamati superglobali ovvero che sono visibili a ogni scope del programma.
In questo esempio di gestione di un parametro GET, con la richiesta http://example.org/esempio.php?pippo=Ciao, il server caricherà contenuto del seguente codice e mostrerà sul browser Ciao.
```
<?php

/*

 * Controllo se è stato ricevuto il parametro "pippo" tramite metodo GET.

 * Se è rilevato lo visualizzo; se non è rilevato avverto l'utente.

 */

if
 
(
isset
(
$_GET
[
'pippo'
]))
 
{

	
$a
 
=
 
$_GET
[
'pippo'
];
 
// Salvo nella variabile $a il parametro "pippo"

	
$a
 
=
 
htmlentities
(
 
$a
 
);
 
// Questo "disinnesca" eventuali contenuti HTML contenuti in $a

	
echo
 
$a
;
 
// Mostro a video

}
 
else
 
{

	
echo
 
"Nessun parametro di nome pippo trovato. Devi inviarlo!"
;

}

```

### Una funzione con controllo sui parametri
```
<?php

function
 
get_hello_world
(
mixed
 
$value1
,
 
mixed
 
$value2
)
:
 
string
 
{

    
$result
 
=
 
''
;

	
/*

	 * In PHP il controllo "if", se contiene una sola istruzione,

	 * può anche non avere le parentesi graffe di contenimento

	 * ma è buona norma usarle sempre, per leggibilità del codice.

	 */

    
if
 
(
$value1
 
!=
 
''
)
 
{

        
$result
 
.=
 
$value1
;
	
// Equivale a: $result = $result . $value1;

    
}

    
if
 
((
$value1
 
!=
 
' '
)
 
&&
 
(
$value2
 
!=
 
' '
))
 
{

        
$result
 
.=
 
" "
;

	
}

	
/*

	 * !empty($value2) equivale a: $value2 != "" && $value2 != null

	 * Il "punto esclamativo" serve per negare un valore booleano

	 */

	
if
 
(
!
empty
(
$value2
))
 
{

		
$result
 
.=
 
$value2
;
	
// Equivale a: $result = $result . $value2;

	
}

	
return
 
$result
;

}

echo
 
get_hello_world
(
'Hello'
,
 
'world'
);

```

### Il ciclo for
```
<?php

/*

 * In questo caso la variabile $n viene stampata a video, successivamente

 * viene incrementata di 1, il ciclo termina quando $n è uguale a 9 (il ciclo conta da 0 fino a 9 quindi 10 volte).

*/

for
 
(
$n
 
=
 
0
;
 
$n
 
<=
 
9
;
 
$n
 
++
)
 
{

     
echo
 
$n
;

}

// Output -> 0123456789

```

### Il ciclo while
```
<?php

/*

 * In questo caso vediamo come stampare a video dei risultati estratti

 * da una base di dati MySQL, eseguendo una query SQL.

 * Questo script è incompleto, in quanto prima è necessario effettuare

 * il collegamento alla base di dati MySQL tramite mysqli o PDO.

*/

$result
 
=
 
$mysqli
->
query
(
"SELECT id FROM persone"
);

while
 
(
$row
 
=
 
$result
->
fetch_assoc
())
 
{

	
echo
 
$row
[
'id'
]
 
.
 
"<br />"
;

}

/*

 * In questo modo estraiamo dei dati da una base di dati MySQL

 * sotto forma di array che verrà poi stampato tramite un ciclo while

*/

```

### 99 Bottles of Beer
Il seguente esempio stampa il testo della canzone 99 Bottles of Beer.
```
<?php

/*

 * Questo è un commento. Altri modi per commentare sono i simboli // e #

 * Questo tipo di commenti non ha bisogno degli asterischi (*) all'inizio

 * di ogni riga, ma lo si fa per convenzione. I simboli // e #

 * commentano solo il testo che si trova dopo di essi e fino alla fine della riga;

 * non c'è bisogno di finire il commento con qualche carattere speciale.

 */

/*

 * Prima definiamo una funzione chiamata "plural".

 * Restituisce una "s" se l'argomento passato non è 1.

 */

function
 
plural
(
int
 
$number
)
:
 
string
 
{

	
// L'operatore ternario (!= ? :) è una struttura condizionale 

	
// simile a if-else: (condizione ? true : false)

	
return
 
(
$number
 
!=
 
1
 
)
 
?
 
's'
 
:
 
''
;

}

// Definiamo una variabile chiamata $a_capo che contiene un a capo HTML,

// un carattere di ritorno e uno di nuova riga:

$a_capo
 
=
 
"<br />
\r\n
"
;

for
 
(
$i
 
=
 
99
;
 
$i
 
>
 
0
;
 
$i
--
)
 
{

	
echo
 
"
$i
 bottle"
 
.
 
plural
(
$i
)
 
.
 
" of beer on the wall,
$a_capo
"
;

	
// Non abbiamo bisogno di ripetere il comando echo per ogni riga:

	
echo
 
"
$i
 bottle"
 
.
 
plural
(
$i
)
 
.
 
" of beer . 
$a_capo

	Take one down, pass it around,
$a_capo
"
 
.

	
(((
$i
 
-
 
1
)
 
!=
 
0
)
 
?
 
$i
 
-
 
1
 
:
 
'no more'
)
 
.

	
' bottle'
 
.
 
plural
(
$i
 
-
 
1
)
 
.
 
" of beer on the wall.
$a_capo$a_capo
"
;

	
/*

	 * PHP permette di creare stringhe su più righe, finché

	 * trova un punto e virgola (;) che termina l'istruzione.

	 * Un punto (.) concatena insieme più stringhe.

	 * Le variabili, che iniziano con il carattere "$", sono interpretate

	 * anche dentro i doppi apici ("), ma non dentro gli apici singoli (').

	 * Le funzioni, come plural(), non sono interpretate fra gli apici.

	 */

}

echo
 
"Go to the store, 
$a_capo
 buy some more, 
$a_capo
 99 bottles of beer on the wall!"
;

```

### Esempio connessione con base di dati MySQL usando l'estensione MySQLi
Il PHP permette l'elaborazione di dati da base di dati MySQL. I dati verranno richiesti, inseriti e modificati attraverso opportune query usando alcune estensioni tra cui MySQLi e PDO.
L'estensione MySQLi, dove la i sta per improved, è stata messa a disposizione di PHP per sfruttare alcune nuove funzionalità messe a disposizione dalle versioni di MySQL versione 4.1.3 e successive ed è disponibile per PHP 5 e release superiori.
Esempio di connessione a base di dati e richiesta di un dato:
```
<?php

// Connessione a MySQL con l'estensione MySQLi

$mysqli
 
=
 
new
 
mysqli
(
'localhost'
,
 
'nome_utente_database'
,
 
'password_database'
,
 
'nome_database'
);

/*

 * Questo è il modo ufficiale di controllare se una connessione MySQL è fallita,

 */

if
 
(
null
 
!==
 
$mysqli
->
connect_error
)
 
{

    
die
(
"Connessione fallita, motivi: "
 
.
 
$mysqli
->
connect_error
);

}

// Proviamo una query ipotizzando che stiamo elaborando dati provenienti da una simil-rubrica:

$SQLQuery
 
=
 
$mysqli
->
query
(
"SELECT indirizzo, telefono FROM utenti WHERE nome = 'Francesca'"
);

// Da questa query otterremo l'indirizzo e il telefono della persona di nome Francesca, 

// ipotizzando sia presente nella tabella utenti della base di dati in questione.

// Ora "trasformiamo" i dati ricevuti dalla query in un array associativo, utilizzabile successivamente

$row
 
=
 
$SQLQuery
->
fetch_assoc
();

// Mostriamo a video per esempio il numero di telefono dall'array

echo
 
"Il numero di telefono di Francesca è: "
 
.
 
$row
[
'telefono'
];

// Chiusura della connessione alla base di dati

$mysqli
->
close
();

```

Per approfondimenti vedere il manuale online ufficiale MySQLi.

## php.ini
Il file di configurazione di PHP, chiamato php3.ini in PHP 3, e poi semplicemente php.ini nelle versioni successive, è letto all'avvio dell'interprete del linguaggio e fornisce le impostazioni dei vari moduli con cui l'interprete è stato compilato. Nella versione server modulare di PHP, questo avviene solo una volta, all'avvio del server web. Per le versioni CGI e CLI, invece, è invocato a ogni richiesta.
Per visualizzare tutte le opzioni di configurazione è possibile utilizzare la funzione phpinfo().

## Versioni
| Versione | Data di pubblicazione | Supportato fino al |
| --- | --------------------- | ------------------ |
| 1.0 | 8 giugno 1995         |                    |
| 2.0 | 1 novembre 1997       |                    |
| 3.0 | 6 giugno 1998         | 20 ottobre 2000    |
| 4.0 | 22 maggio 2000        | 23 giugno 2001     |
| 4.1 | 10 dicembre 2001      | 12 marzo 2002      |
| 4.2 | 22 aprile 2002        | 6 settembre 2002   |
| 4.3 | 27 dicembre 2002      | 31 marzo 2005      |
| 4.4 | 11 luglio 2005        | 7 agosto 2008      |
| 5.0 | 13 luglio 2004        | 5 settembre 2005   |
| 5.1 | 24 novembre 2005      | 24 agosto 2006     |
| 5.2 | 2 novembre 2006       | 6 gennaio 2011     |
| 5.3 | 30 giugno 2009        | 14 agosto 2014     |
| 5.4 | 1 marzo 2012          | 3 settembre 2015   |
| 5.5 | 20 giugno 2013        | 10 luglio 2016     |
| 5.6 | 28 agosto 2014        | 31 dicembre 2018   |
| 6.x | Non pubblicato        | N/A                |
| 7.0 | 3 dicembre 2015       | 3 dicembre 2018    |
| 7.1 | 1 dicembre 2016       | 1 dicembre 2019    |
| 7.2 | 30 novembre 2017      | 30 novembre 2020   |
| 7.3 | 6 dicembre 2018       | 6 dicembre 2021    |
| 7.4 | 28 novembre 2019      | 28 novembre 2022   |
| 8.0 | 26 novembre 2020      | 26 novembre 2023   |
| 8.1 | 25 novembre 2021      | 31 dicembre 2025   |
| 8.2 | 8 dicembre 2022       | 31 dicembre 2026   |
| 8.3 | 23 novembre 2023      | 31 dicembre 2027   |
| 8.4 | 21 novembre 2024      | 31 dicembre 2028   |
| Legenda:Vecchia versioneVersione precedente ancora supportataVersione correnteUltima versione di anteprimaVersione futura |                       |                    |

## Altri utilizzi

### Uso di PHP nei CMS
Grazie alle caratteristiche del linguaggio di programmazione è stato possibile realizzare CMS (Content Management Systems) modulari dove attraverso file .php è possibile integrare e migliorare le funzionalità del software (come accade con plugin e temi in WordPress). La complementarità tra linguaggio PHP e l'utilizzo di database relazionali interrogabili con l'SQL consente la creazione di CMS dinamici che portano alla realizzazione di siti web dalla struttura estremamente flessibile.
Alcuni dei CMS più diffusi che usano PHP sono:
- WordPress
- Joomla!
- Drupal
- Magento
- TYPO3

### Uso di PHP nei MVC
Tra i più conosciuti model-view-controller ci sono Symfony e Laravel, i quali hanno le caratteristiche di avere un core basato su librerie e package creati da altri team e società, come ad esempio Node.js o Composer, i quali rendono l'uso di package composti da algoritmi integrativi e riutilizzabili nello stesso framework tramite PSR-4 o superiori. In questo modo si facilita l'uso di classi e l'autoload delle stesse